# Wayne Routledge
Wayne Neville Routledge (n. 7 ianuarie 1985 ,Londra), este jucător de la  Swansea City AFC.